# Cisterna di Gülhane
La Cisterna di Gülhane (in turco Gülhane sarnıcı) è una cisterna bizantina situata all'interno dei confini del Parco di Gülhane a Istanbul, in Turchia.

## Storia
Si pensa che la cisterna sia stata costruita nel V secolo, durante il periodo bizantino. 
Essa fu scoperta dopo che il sultano Mehmet V il 16 ottobre 1912 aprì al pubblico il parco di Gülhane.
La cisterna, di forma rettangolare con lati di 18 e 12 metri, è stata restaurata dal comune metropolitano di Istanbul dopo essere rimasta chiusa al pubblico per molti anni. Si sostiene che la cisterna potrebbe essere stata costruita come infrastruttura di un monastero o di uno stabilimento di bagni. Per un certo periodo la cisterna del parco di Gülhane venne adibita ad acquario; Mentre l'edificio veniva convertito in un acquario, vennero aggiunte delle scale all'interno per consentire l'accesso dei visitatori, vennero posizionate delle piastre di metallo sul pavimento per l'illuminazione e vennero fissati dei cerchi di ferro alle colonne. La fontana in stile barocco accanto alla cisterna, con un'iscrizione datata 1329 H. / 1911 M., venne restaurata dal sindaco Cemil Topuzlu. Si prevede che in futuro la cisterna, che è stata riaperta, verrà adibita a centro culturale e artistico.